# كاونتر سباي (لعبة فيديو)
كاونتر سباي (بالإنجليزية: CounterSpy)‏ ، هي لعبة فيديو من نوع تجسس، والتي طورها شركة دينامايتي  ، ونشرها شركة سوني كمبيوتر إنترتنمنت عام 2014م، وتعمل على أنظمة أندرويد وآي أو إس وأنظمة بلاي ستيشن.

## قصة اللعبة
تحدث القصة في فترة الحرب الباردة بين دول الرأسمالية «أشرت إلى الولايات المتحدة» وبين دولة شيوعية «أشرت إلى الاتحاد السوفيتي»، يقوم الجاسوسان بتخريب الصواريخ النووية مابين دولة الرأسمالية ودولة الشيوعية.